# فرانكلين ليونارد بوب
فرانكلين ليونارد بوب (بالإنجليزية: Franklin Leonard Pope)‏ هو مخترع ومهندس أمريكي، ولد في 2 ديسمبر 1840 في ماساتشوستس في الولايات المتحدة، وتوفي بنفس المكان في 13 أكتوبر 1895.